# Ulls negres
Ulls negres (en rus: Очи чёрные) és una pel·lícula dramàtica soviètica-italiana de 1987 dirigida per Nikita Mikhalkov, basada en diversos contes d'Anton Txékhov, entre ells el famós La dama del gosset. Va ser nominada als Globus d'Or a la millor pel·lícula de parla no anglesa

## Argument
Un matí, a bord d'un vaixell de vapor, Romano (Marcello Mastroianni), conta la trista història de la seva vida a un home que acaba de conèixer: malgrat el seu origen humil aconsegueix arribar a la Universitat. Molt jove es casa amb Elisa (Silvana Mangano), la seva companya de classe, i viurà a la seva enorme finca familiar, després de vèncer l'oposició de la seva acabalada família, que mai no el va acceptar com un dels seus. Durant els anys de vida conjugal la seva naturalesa creativa (un arquitecte de professió, un bromista i inventor per naturalesa) va començar a marcir-se en l'absència de necessitat de tota aspiració espiritual. Mentre que l'amor s'apaga, només romanen els costums. Així, de tant en tant, quan la vida a la llar es torna massa esgotadora, Romano se'n va a un luxós balneari on relaxar-se i gaudir de tractaments de salut. Allà s'inicia una història d'amor.
En una d'aquestes visites de "curació", el protagonista coneix una dona russa tímida anomenada Anna (Ielena Safonova), que cau immediatament enamorada. Esquinçada entre el deure i el sentiment, Anna se'n va sense dir adéu a Romano, deixant-li solament una carta de comiat, escrita en rus, malgrat el fet que Anna parla un fluid italià. Romano decideix seguir el rastre de la seva nova amant.
Romano té l'oportunitat d'anar a Rússia, fent-se passar per un empresari que pretén obrir allà una fàbrica de vidre de seguretat, per aconseguir trobar la seva amada. Després d'un llarg viatge des de Sant Petersburg, el protagonista finalment troba Anna en la ciutat Sisoev i se n'assabenta que ella està casada amb el Governador (Innokenti Smoktunovski). Anna quasi es desmaia quan es troba amb Romano a la seva pròpia casa de Sisoev.
Romano descobreix que Anna encara l'estima. El. plé de felicitat, li promet a ella que, a la seva tornada a Itàlia aconseguirà el divorci i regressarà a Rússia per casar-se i fugir plegats a Europa. En tornar a casa, resulta que la seva dona està passant per una veritable crisi aristòcrata. La seva família va anar a la fallida. El sentit del deure, mesclat amb records nostàlgics d'un jove feliç, retenen Romano a Itàlia al costat de la seva esposa. Després d'un temps, l'italià s'oblida d'Anna i de les promeses que li va fer.
En aquest matí, a bord del vaixell de vapor, veiem el protagonista 8 anys després de la seva gran història de joventut. Després que Romano s'hagi confessat a Pavel, l'anònim viatger rus (Vsévolod Lariónov), aquest se sent identificat i li explica com es va casar. Fa set anys va trobar, una reservada dama que havia estat desgraciada en el seu matrimoni. Vivia aleshores amb la seva tia, diuen que esperant a algú, li va demanar matrimoni diverses vegades, però ella només el rebutjava. Pavel sabia que era un home vell, lleig i tímid, però l'estimava. La dama li va dir que mai l'estimaria, mentre no deixava de sanglotar, però finament, va acceptar casar-se, i Pavel va acceptar la humiliació, de mai ser correspost. La misteriosa dama de blanc, adormida a la coberta del mateix vaixell, continua esperant el seu amat.

## Repartiment
- Marcello Mastroianni - Romano, arquitecte
- Ielena Safonova - Anna Sergueievna
- Innokenti Smoktunovski - Modest Petróvitx, Governador
- Vsévolod Lariónov - Pavel Alexeev, comerciant
- Silvana Mangano - Elisa, esposa de Romano
- Iuri Bogatiriov - Aleksandr, líder de la noblesa
- Larissa Kuznetsova - Zinaida, esposa d'Aleksandr
- Dmitri Zolotukhin - Konstantin Stepanovitx, veterinari a Sisoev
- Oleg Tabakov - Piotr Vassilievitx
- Guennadi Matvéiev - cap de policia
- Marta Keller - Tina
- Paolo Baroni - Manlio, amic de Romano
- Pina Xei - Mare d'Elisa
- Roberto Guerlitska- advocat
- Avangard Leóntiev - funcionari a Sant Petersburg
- Pàvel Kàdotxnikov - oficial a Sant Petersburg
- Aleksandr Filippenko - oficial a Sant Petersburg
- Aleksei Kuznetsov - Senyor Mariscal de la noblesa

## Premis
- Festival Internacional de Cinema de Canes: Premi al millor actor - Marcello Mastroianni
- "David di Donatello": premis per al millor interpretació masculina i femenina Marcello Mastroianni i Ielena Safonova
- Nominació per al "Globus d'Or]" a la categoria "Millor pel·lícula en llengua estrangera"
- Mastroianni va ser nominat al Oscar al millor actor